# Rábaszentmiklós
Rábaszentmiklós község Győr-Moson-Sopron vármegyében, a Téti járásban található.

## Fekvése
A község Győr-Moson-Sopron vármegye déli részén, a Sokorói-dombság határán, a Rábaközbe benyúló Marcal-medencében fekszik, Tét várostól 9 kilométerre nyugat-északnyugatra. Talaja jobbára laza, meszes homok, homokos öntésiszap, a Marcal és a Rába között kötött, agyagos szerkezetű. Uralkodó széliránya az északnyugati. Felszíne síkság, melyet kisebb, lapos hátak tesznek változatossá: a tengerszint feletti magassága 114–120 méter között váltakozik.

### Megközelítése
A település csak közúton érhető el, a Rábaszentmihály-Mórichida közti 8421-es úton. Vasútvonal nem érinti, a legközelebbi vasúti csatlakozási lehetőség a Győr–Sopron-vasútvonal Enese vasútállomása, mintegy 15 kilométerre északra.

## Története

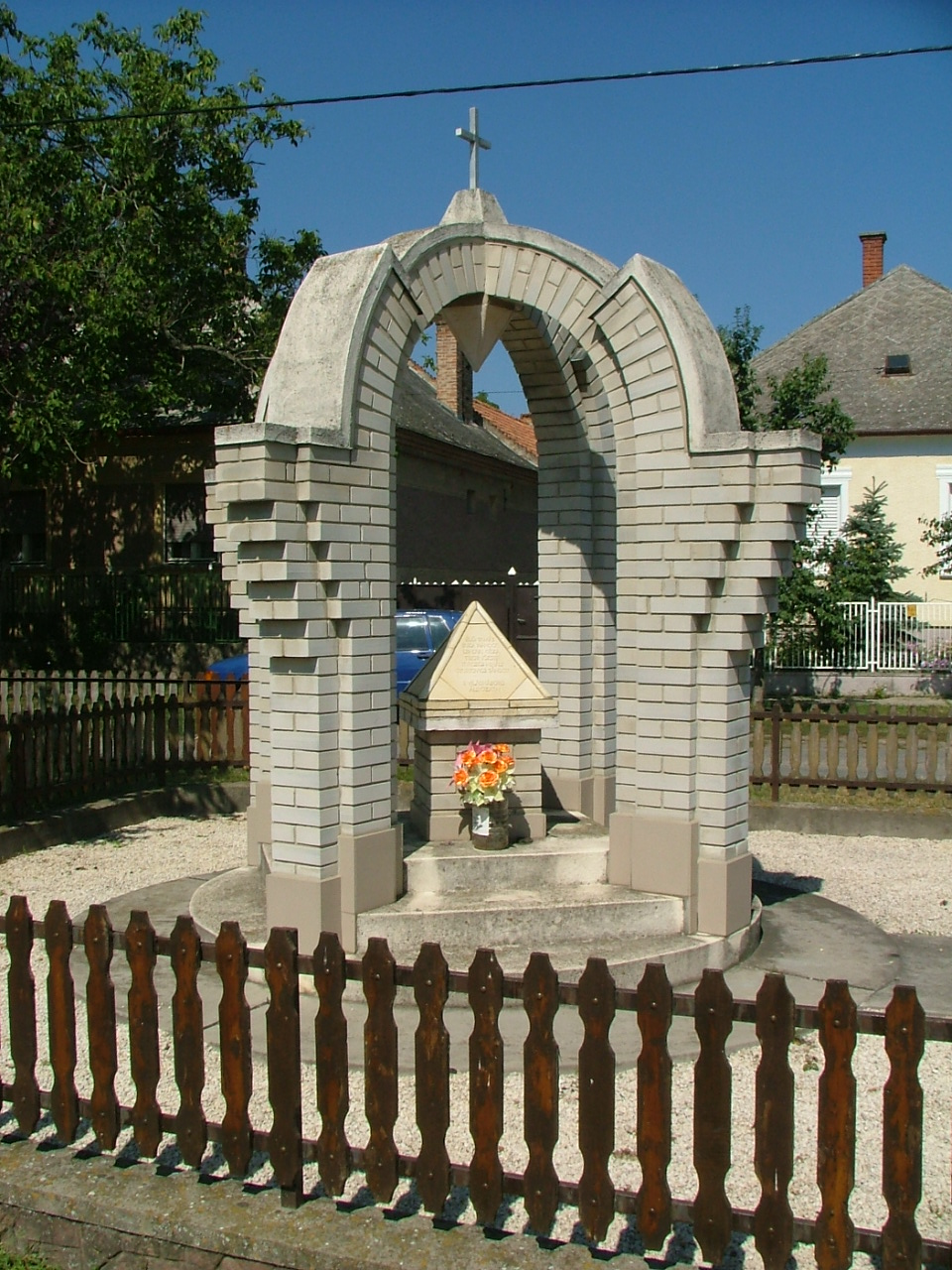
A második világháborúban elesettek emlékműve

A községet fennállása során többféle néven említették az írásos források. A Kisszentmiklós név feltehetően a település nagyságára, míg a Kerekszentmiklós templomának rotundából kialakult formájára, az azt övező cinteremre, s az ezek köré épített házak elhelyezkedésére utal. Első okleveles említése 1287-ből való, amikor is Kun László király az Osl nemzetségbeli Gergelynek adományozta hadi érdemeiért. A tatárjárás idején a falu elpusztult, hosszú ideig lakosok nélküli puszta volt. Temploma a 11. századból való. Nagy Lajos király idején a Kanizsay család kezére került. Emiatt lakói ismét elhagyták, illetve a törökdúlás miatt lakatlanná vált. Egy 1701-es irat szerint Keresztély Ágost győri püspök nyolc bérlőcsalád letelepítésével népesítette be újra a falut. Az áradások gyakran tették tönkre a földeket. A 20. század elején építették újjá a templomot, melynek során tornyot építettek a nyugati karéj helyére. Az eredetileg terméskőből rakott kör alaprajzú rotundát a középkorban négy ívvel egészítették ki, így lett alaprajza a lóheréhez hasonló.
A 19. század legfontosabb eseménye a településen a jobbágyfelszabadítás volt. Előtte, a reformkorban beadványokkal próbálták régi szerződéses jogaikat visszaszerezni. Az 1848-49-es szabadságharcban Szabó István és Szőllősi János vesztették életüket.
1993-ban avatták fel azt az egyedi tervezésű, szép emlékművet, amely a község templom mögötti terén áll az első és második világháborús áldozatok emlékére. A község 1950-ig, a tanácsrendszer kialakulásáig a mórichidai körjegyzőséghez tartozott. A falu az 1960-as évektől Mórichida és Árpás községekkel közös tanácsot alkotott. A lakosság 1990 után önálló képviselő-testületet választott.

## Mai élete

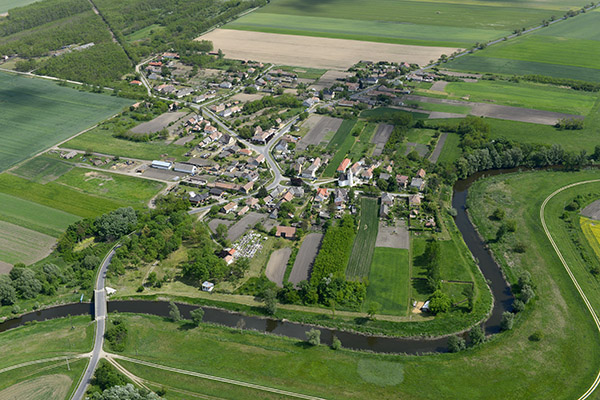
Rábaszentmiklós látképe légi fotón

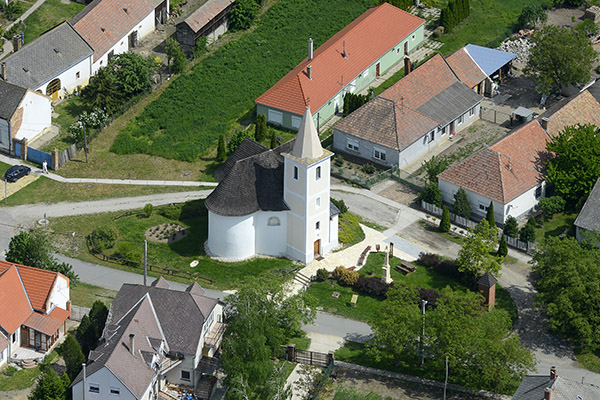
Az Árpád-kori templom légi felvételen

Közös körjegyzőséget tart fenn Mórichidával és Árpással, melynek székhelye Mórichidán van. A termelőszövetkezet 1950-ben alakult meg, majd feloszlott. 1957-ben ujjászervezték, majd a mórichidai Kossuth mg. termelőszövetkezethez csatoltak. Az óvodát és az iskolát Mórichidán a települések közösen üzemeltetik, illetve tartják fenn. A település leginkább az 1960-as években fejlődött. 1961-62-ben épült fel a kultúrház, melyet 2002-ben felújítottak. Az orvosi rendelőt 1963-ban építették, majd az ezredfordulón felújították. A háziorvos kétszer rendel hetenként az orvosi rendelőben. Az önkormányzat szociális étkeztetést szervez néhány rászoruló részére. A község a legfontosabb vonalas infrastruktúrákkal, rendelkezik (vezetékes víz, gáz, telefon). A közeljövő tervei között szerepel a szennyvíz csatornahálózat kiépítése. A 80-as évek végén törpevízműre csatlakozott. A község négy kis utcájának a portalanítása is megtörtént. A folyékony hulladék elszállítása tartálykocsival történik. A tavalyi évig a legközelebbi posta Mórichidán illetve Kisbabóton volt. A magyar Posta legújabb szolgáltatása, hogy úgynevezett mobilpostát üzemeltet a lakosság megelégedésére. Az időskorúak ellátására tervezik a falugondnoki szolgálat bevezetését. Elsősorban a fiatalok vándoroltak el kisebb részben Csorna és Tét felé, nagyobb részt Győrbe. Az üresen álló házak egy részét külföldiek, főleg osztrákok vásárolták fel. Ők csak a nyári időszakban, szabadságukat töltik a településen. A település életét a mezőgazdaság határozza meg. A városokról, az iparterületektől távol levő település lakosságát nem tudta megtartani. A falu lélekszáma 1949-ig növekedett, azóta folyamatosan csökken. A község lakói egy-két betelepülő kivételével római katolikus vallásúak. A kultúrházban 3 ezer kötetes könyvtár van. Tűzoltó egyesülete nagy hagyományokkal rendelkezik. A Vöröskereszt aktivistái tevékenykednek a faluban.

## Közélete

### Polgármesterei
- 1990–1994: Szabó Miklós (független)[3]
- 1994–1998: Szabó Miklós (független)[4]
- 1998–2002: Szabó Miklós (független)[5]
- 2002–2006: Szabó Miklós (független)[6]
- 2006–2010: Németh Szabolcs (független)[7]
- 2010–2014: Németh Szabolcs (független)[8]
- 2014–2019: Németh Szabolcs (független)[9]
- 2019–2024: Németh Szabolcs (független)[10]
- 2024– : Németh Szabolcs (Fidesz-KDNP)[1]

## Népesség
A település népességének változása:
| Lakosok száma | 135  | 138  | 140  | 139  | 135  | 140  | 140  |
|               | 2013 | 2014 | 2015 | 2021 | 2022 | 2023 | 2024 |

A 2011-es népszámlálás során a lakosok 99,2%-a magyarnak, 3% bolgárnak, 4,5% németnek mondta magát (a kettős identitások miatt a végösszeg nagyobb lehet 100%-nál). A vallási megoszlás a következő volt: római katolikus 85%, református 0,8%, evangélikus 1,5%, felekezeten kívüli 2,3% (9,8% nem nyilatkozott).
2022-ben a lakosság 98,5%-a vallotta magát magyarnak, 3% németnek, 0,7% egyéb, nem hazai nemzetiségűnek (1,5% nem nyilatkozott; a kettős identitások miatt a végösszeg nagyobb lehet 100%-nál). Vallásuk szerint 65,2% volt római katolikus, 3% evangélikus, 0,7% egyéb katolikus, 1,5% felekezeten kívüli (29,6% nem válaszolt).

## Látnivalók

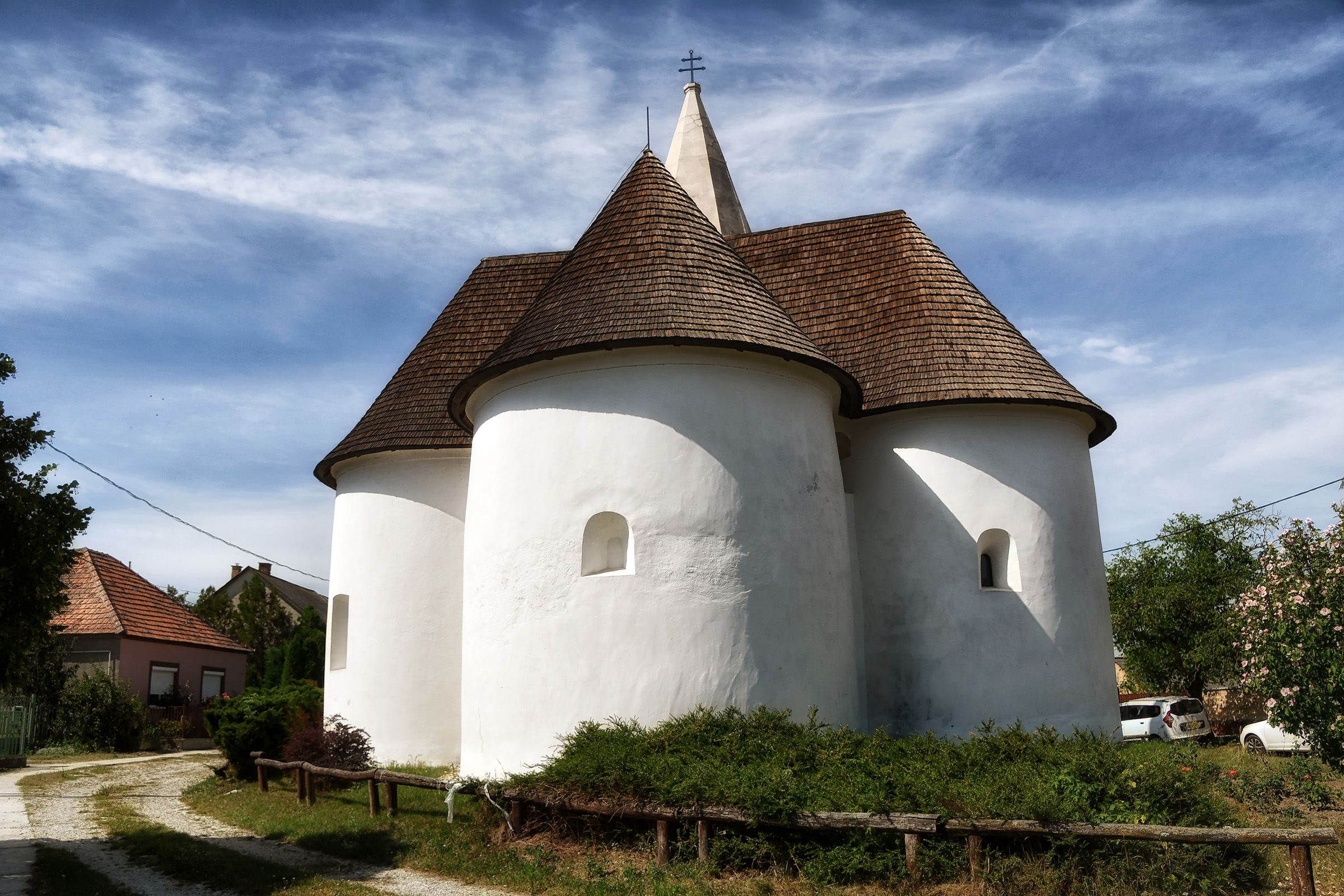
A 11. századi Szent Mihály-templom a szentély felől

- 11. századi Szent Miklós körkápolna: Árpád-kori templom, mely kb. 1060-1070-ben épült. A templom köralaprajzú belsejét három patkó alakú karéj egészíti ki. Mai formáját legalább két nagyobb átépítés folyamán nyerte el. Eredetileg nagyon szép rotunda volt. (Vagyis a mai kerek templomtér és a hozzá csatlakozó szentélyrész.) A templom padlásán jól látszik, hogy a belső központi kerek fő-rész régebben kb. két méterrel magasabb volt. Feltételezések szerint valamikor a 13. század vége felé az eredeti templomhoz a szentély mintájára három újabb karéjt építettek. És így a templom alaprajza olyan lett, mint egy négylevelű lóhere. A 18. század második felében azonban, hogy a falu ne szégyenkezzék a környékbeli községek előtt, ahol mindenütt tornya volt a templomnak, az első karéjt lebontották, és helyére építették a ma látható tornyot és a karzati feljárót. Ezt a karzatot lebontották a 2000-es felújításkor. A templomot valamikor kőfal vette körül és a falon belüli részen a templom körül temető volt. A fent említett felújításkor a régészeti feltárások ezt bizonyították, több sírt is találtak a ma látható keresztelőkút alatt. A környékbeli házak építésekor pontosan megállapítható volt a kőfal vonala; és a munkák során sok csont került elő. Sőt bent a templomban talált sírban főpapi vagy szerzetesi cingulus maradványt is fellelték. A templom feltehetően mindenkor Szent Miklós tiszteletére volt szentelve, mivel a templom építésének idején Szent Miklós tisztelete elterjedt volt az egész országban. Szent Miklóst a hagyomány a víz miatt veszélybe kerültek különleges megsegítőjeként tartja számon. Rábaszentmiklós lakói pedig bizony sokszor kerültek veszélybe a Marcal, de néha még a Rába áradásai miatt is. Volt eset, hogy a két áradó folyó valóságos tengerré tette a falu környékét. A mai oltárkép is ilyen minőségben ábrázolja Szent Miklóst. Hogy ez a templom ősi titulusa, bizonyítja az is, hogy a falut régebben "Kerekszentmiklósnak" hívták, - valószínű az első kerek templom idején. Majd Kisszentmiklós néven szerepel, és csak ezután lett Rábaszentmiklós, noha nem a Rába, hanem a Marcal partján van.
- "Kőkép": Az 1710-ből származó török kori emlékmű a Petőfi utca elején található. Egyike azon emlékműveknek, melyek jelzik az útvonalat, amerre a török ellen egyesített csapatok Győr felszabadítására felvonultak. (Az előző emlékoszlop Bodonhelyen, a következő Győrszemerén látható.)
- A II. világháborúban elesettek emlékműve: 1993-ban avatták fel, a világháború során elesettek tiszteletére.
- Kikapcsolódás: A Marcal-part pihenésre, sátorozásra, fürdőzésre és röplabdázásra ad lehetőséget.